# Србољуб Стаменковић
Србољуб Срба Стаменковић (Титово Ужице, 31. јануар 1956 — Ужице, 28. јануар 1996) био је југословенски и српски фудбалер.

## Каријера
У београдску Црвену звезду је стигао из ужичке Слободе 1975. године и у првој сезони у клубу је одиграо 24 меча у шампионату и девет пута се уписао у стрелце. У Звезди је играо од 1975. до 1981. године и учествовао је у освајању три шампионске титуле (1977, 1980. и 1981. године).
У САД је отишао 1981. године. Играо је мали фудбал за Мемфис американс од 1981. до 1983. године (77 мечева, 101 гол) и Балтимор бласт од 1983. до 1988. године (179 утакмица, 130 голова). Са Балтимором је освојио титулу, проглашаван је за најбољег играча “ол-стар“ мечева. Био је МВП лиге 1984. године, најбољи асистент првенства 1983. и 1984. године (34 гола, 69 асистенција). Пошто му је понестало мотива за даље играње крајем осамдесетих се вратио у Србију и отворио пицерију. У Америку се вратио 1994. године у дресу Сан Хозе гризлиса и поново заиграо мали фудбал, али је после осам утакмица морао да се повуче због повреде.
Преминуо је 28. јануара 1996. године од повреда главе, пошто се оклизнуо и ударио главом о бетон. Постхумно је уврштен у Америчку кућу славних малог фудбала 2011. године.

## Успеси
Црвена звезда
- Првенство Југославије: 1977, 1980, 1981.